# Manuel Sérgio
Manuel Sérgio Vieira e Cunha ComIP (Ajuda, Lisboa, 20 de abril de 1933 – 19 de fevereiro de 2025) foi um filósofo, professor, educador, ativista, escritor e político português.

## Biografia
Natural de Lisboa, mas de origem transmontana, o pai era militar da Guarda Nacional Republicana e a mãe era doméstica. Foi casado com Maria Helena Cabrita e Cunha (Lisboa, 30 de novembro de 1933). Entre 1952 e 1965, foi funcionário do Arsenal do Alfeite (Ministério da Marinha). Em 1955, ingressou na licenciatura em Filosofia da Faculdade de Letras da Universidade de Lisboa, tendo concluído o curso enquanto trabalhava no Arsenal do Alfeite. De 1965 a 1968, foi professor de Português e História na Escola Comercial e Industrial Emídio Navarro e professor de Filosofia no Colégio Padre António Vieira, ambos em Almada. Em 1968, ingressou no Centro de Documentação e Informação do Fundo de Fomento do Desporto e começou por lecionar na Escola de Educação Física de Lisboa, que diplomava instrutores de Educação Física. Era presidente do Fundo de Fomento do Desporto e diretor-geral da Educação Física, Desportos e Saúde o Dr. Armando Rocha. Em 1971, acompanhando os Doutores António Leal de Oliveira, primeiro subdiretor do INEF (Instituto Nacional de Educação Física) e presidente da FIEP (Fédération Internacional d'Éducation Physique) e Celestino Marques Pereira, professor do INEF, participou, em Madrid, do Congresso da FIEP, e passou a ser redator da revista da FIEP, para os países de língua portuguesa.
Em 1972, passou a pertencer ao Comité Diretor do Bureau Internacional de Documentation et d'Information d'Éducation Physique et Sport (CIEPS-UNESCO), cargo que deixou em 1978, para seguir a vida universitária. Em 1975, a convite de uma delegação de alunos do INEF que se deslocou a sua casa, com este objetivo, foi convidado para professor do INEF, onde começou a lecionar "Introdução à Política". Seria depois professor no ISEF/UTL das disciplinas de "Introdução à Educação Física", "Filosofia das Atividades Corporais" e, já na Faculdade de Motricidade Humana, "Epistemologia da Motricidade Humana". Foi presidente da Assembleia Geral do Clube de Futebol Os Belenenses e vice-presidente da Direção desse mesmo Clube (1975-77). É sócio da Associação Portuguesa de Escritores, sendo também poeta, autor e coautor de 37 livros e de inúmeros artigos, em revistas nacionais e internacionais; pertenceu à célula de escritores ligados ao Partido Comunista Português. Em 1976, 1983 e 1985, respetivamente, recebeu convites para ensinar no INEF (Madrid), na Universidade Gama Filho (Rio de Janeiro) e na UNICAMP (Universidade Estadual de Campinas). A partir de 1977, é colaborador da Editorial Verbo, na sua enciclopédia Polis. É também diretor da coleção "Educação Física e Desportos" da Editorial Compendium - coleção que fundou, na companhia de Noronha Feio. Acedendo a convite de Pierre Parlebas, foi representante, em Portugal, da revista "Motricité Humaine".
Em 1980, é equiparado a professor auxiliar convidado, sob parecer dos Doutores João Evangelista Loureiro, Augusto Mesquitela Lima, Henrique de Melo Barreiros e Francisco Sobral Leal. Foi também depois conferencista no I Congresso Nacional de Medicina Desportiva, organizado pela Sociedade Portuguesa de Medicina Desportiva (Lisboa, 22 a 24 de outubro de 1981). Em 1982, foi preletor, no ciclo de palestras “O Desporto e a Sociedade Moderna”, organizado pelo Instituto Nacional dos Desportos. Neste mesmo ciclo de palestras, orientou um colóquio na companhia dos Profs. Doutores José María Cagigal e José Barata-Moura. Em 1983, nos dias 8 e 9 de abril, participou nas I Jornadas Científico-Desportivas da Associação de Profissionais de Educação Física de Braga.
Em 1983, de 4 a 6 de junho, participou no XIV Congresso do Grupo Latino de Medicina Desportiva, realizado em Madrid, no Hospital Provincial, a convite do vice-presidente, Marcos Barroco. Em setembro de 1983, visitou pela primeira vez o Brasil, a convite dos Profs. Doutores Laércio Elias Pereira e Lino Castellani Filho (secretário nacional do Desenvolvimento do Esporte e do Lazer do primeiro mandato do presidente Luiz Inácio Lula da Silva), para participar no Congresso do Colégio Brasileiro de Ciências do Esporte, de que foi eleito “sócio benemérito”. De então até hoje, tem visitado anualmente o Brasil, designadamente a convite de várias instituições universitárias. Nos dias 23 e 24 de maio de 1984, participou no ciclo de conferências “Motricidade Humana – Ciência e Filosofia”, organizadas pelo Instituto Superior de Educação Física da Universidade Técnica de Lisboa (ISEF/UTL), na companhia de Armando Castro, Luiza Janeira e Jorge Correia Jesuíno. Apresentou o trabalho “A Investigação Epistemológica, na Ciência da Motricidade Humana”. 
Foi também presidente da Assembleia Geral da Associação de Basquetebol de Lisboa e presidente do Conselho Fiscal da Associação de Andebol de Lisboa. Em 20 de julho de 1984, foi eleito, em Assembleia Geral do Clube de Futebol “Os Belenenses”, por proposta de Acácio Rosa, “sócio de mérito” deste mesmo clube. Durante o mês de novembro de 1984, proferiu palestras em sete ilhas da Região Autónoma dos Açores, a convite do diretor regional de Educação Física e Desportos, Eduardo Monteiro. Em agosto de 1985, publica no Brasil (Palestra Edições Desportivas, Rio de Janeiro) um opúsculo intitulado “Ciência da Motricidade Humana – uma investigação epistemológica”. Durante o mês de setembro de 1985, visitou o Brasil, a convite da Universidade Federal da Paraíba e do Colégio Brasileiro de Ciências do Esporte. Em Novembro de 1985, é diretor do I Curso de Treinadores de Futebol de Salão, organizado pela Associação de Futebol de Salão de Lisboa.
Em 6 de junho de 1986, defende a sua tese de doutoramento, sob a orientação do Prof. Doutor João Evangelista Loureiro, vice-reitor da Universidade de Aveiro, no ISEF/UTL. Nesta sua tese, defende não só a existência da ciência da motricidade humana (CMH), que integra, no seu entender, o desporto, a dança, a ergonomia e a reabilitação, como também fundamenta, epistemologicamente, a criação da Faculdade de Motricidade Humana que, administrativa e politicamente, deveu-se ao Prof. Doutor Henrique de Melo Barreiros, então presidente do Conselho Científico do ISEF/UTL. A tese é antidualista, antipositivista e pós-moderna, dado que se integra numa transição paradigmática e num conhecimento-emancipação (Boaventura de Sousa Santos) e portanto anticolonialista e anti-imperialista. Do ponto de vista epistemológico, a tese é pós-cartesiana, pois rejeita o dualismo “res cogitans” versus “res extensa” (reflexo do dualismo social e político) e até as duas culturas sugeridas por C. P. Snow e aceita a complexidade humana. Manuel Sérgio cria mesmo uma definição nova de motricidade: "a energia para o movimento intencional da transcendência, ou superação”. Trata-se de um “paradigma emergente”, mas que sabe que “o princípio da incompletude de todos os saberes é condição de possibilidade de diálogo e debate epistemológicos, entre diferentes formas de conhecimento” (Boaventura de Sousa Santos, “A Gramática do Tempo - para uma nova cultura política”, Edições Afrontamento, Porto, 2006). 
A CMH é, para Manuel Sérgio e para a Sociedade Internacional de Motricidade Humana, uma nova ciência social e humana. Para eles, a educação física, epistemologica e ontologicamente, não existe, porque não existe uma educação unicamente de físicos. No entanto, nas aulas e em conversas particulares, já vai chamando também à CMH um “híbrido cultural”, misto de ciência, tecnologia, arte, filosofia e senso comum. De igual modo e de acordo com o que esse autor defende, há mais de 20 anos, a própria “preparação fìsica” do desporto altamente competitivo não tem sentido, já que o treino se deve subordinar a um modelo de jogo, onde são trabalhados simultaneamente os vários aspetos do ser humano. É professor catedrático convidado aposentado da Faculdade de Motricidade Humana da Universidade Técnica de Lisboa. Foi professor catedrático da Universidade Fernando Pessoa e do Instituto Universitário da Maia. É sócio fundador da Sociedade Internacional de Motricidade Humana e da Sociedade Portuguesa de Motricidade Humana.
Os brasileiros Anna Feitosa (na Universidade do Porto), Ubirajara Oro (na Universidade Técnica de Lisboa), João Batista Tojal (na Universidade Técnica de Lisboa), Vera Luza Lins Costa (na Universidade Técnica de Lisboa), Luciana do Nascimento Couto e Ana Maria Pereira (na Universidade da Beira Interior), a espanhola Ana Rey Cao (na Universidade da Corunha), os portugueses Paulo Dantas e Abel Aurélio Abreu de Figueiredo (na Universidade Técnica de Lisboa) e o chileno Sérgio Toro Arévalo (na Pontifícia Universidade Católica do Chile) fizeram as suas teses de doutoramento fundamentados na CMH, que Manuel Sérgio criou. Outro tanto poderá dizer-se das teses de mestrado dos Mestres Vítor Ló e Carlos Pires (na Universidade da Beira Interior), do Prof. Doutor Gonçalo M. Tavares (na Universidade Nova de Lisboa), da Mestre Fernanda Sofia da Silva Gonçalves (na Universidade de Trás-os-Montes e Alto Douro) e do doutoramento de Ermelinda Ribeiro Jaques, doutorada em Ciências da Enfermagem (no ICBAS/Universidade do Porto). 
Foi professor convidado, durante os anos de 1987 e 1988, da Universidade Estadual de Campinas (Unicamp-Brasil). Lecionou nos cursos de graduação da Faculdade de Educação Física e nos doutoramentos da Faculdade de Educação. O convite foi subscrito pelo Reitor Paulo Renato Souza (que seria depois o Ministro da Educação dos governos do presidente Fernando Henrique Cardoso), sob proposta do Prof. Doutor João Batista Tojal, ao tempo diretor da Faculdade de Educação Física da Unicamp. Foi depois conferencista, na 40.ª Reunião Anual da Sociedade Brasileira para o Progresso da Ciência (S. Paulo, 10 a 16 de junho de 1988). Em 1988, foi patrono, eleito pelos alunos, do primeiro de curso de Educação Física da Unicamp.
Em 1989, o ISEF (Instituto Superior de Educação Física) passou a Faculdade de Motricidade Humana, à luz da Ciência da Motricidade Humana (CMH). A propósito, salienta-se que é Manuel Sérgio o primeiro a dizer — em Portugal e não só — que a Educação Física é um cartesianismo; que a CMH é uma ciência humana – tendo provocado uma verdadeira revolução na teoria e na prática do desporto. No livro “Motrisofia – Homenagem a Manuel Sérgio”, José Mourinho refere a importância das ideias de Manuel Sérgio, na sua carreira de treinador (pp. 119/120). Entre 2001 e 2009, foi diretor do ISEIT (Instituto Piaget - Almada). Em maio de 2013, foi nomeado Provedor da Ética no Desporto. "As Lições do Professor Manuel Sérgio" é uma síntese do seminário realizado no Museu Nacional do Desporto (Palácio Foz, Lisboa), de 27 a 31 de maio de 2013.
Morreu em 19 de fevereiro de 2025, aos 91 anos.

## Actividade política
De 1991 a 1995, foi deputado à Assembleia da República, na VI Legislatura (1991-1995), pelo Partido da Solidariedade Nacional, do qual foi o primeiro presidente, tendo cumprido a legislatura de forma discreta. Propôs enquanto deputado à Assembleia da República a criação do cargo de Provedor do Animal, o que foi rejeitado pelos demais partidos à data, mas viria a ser criado décadas mais tarde. Em 1992, iniciaram-se disputas entre fações dentro do partido, nas quais Manuel Sérgio não tomou posição, tendo optado por se afastar progressivamente do PSN, que deixaria o parlamento depois das legislativas de 1995, em que o cabeça de lista foi Carlos Bastos, que não elegeu qualquer deputado. O PSN decairia constantemente a partir de então, até finalmente se extinguir depois de fracos resultados nas legislativas de 2002.

## Condecorações e honras
Em fevereiro de 1990, foi distinguido pelo Governo Brasileiro com a medalha de mérito desportivo. Em 2004, recebeu a medalha de Reconhecimento da Associação Portuguesa dos Árbitros de Futebol. Em 21 de junho de 2007, foi galardoado pelo Governo Português com a Honra ao Mérito Desportivo, durante uma sessão solene presidida pelo Secretário de Estado da Juventude e do Desporto. No mesmo dia, a Presidente da Câmara Municipal de Almada anunciou a atribuição da Medalha de Ouro desta cidade a Manuel Sérgio, que a recebeu, em cerimónia pública, no dia 10 de julho de 2007. No dia 14 de setembro de 2007, a Assembleia Legislativa de São Paulo, por proposta do deputado Simão Pedro, líder parlamentar do Partido dos Trabalhadores, homenageou Manuel Sérgio, pela criação da Ciência da Motricidade Humana.
Em 2016, a Escola Básica n.º 118, no Alto da Ajuda, em Lisboa, assumiu a designação de Escola Básica Professor Manuel Sérgio.
Em 21 de março de 2017, no contexto do Colóquio Internacional Professor Manuel Sérgio - Obra e Pensamento, organizado pela Universidade Aberta, foi feito Comendador da Ordem da Instrução Pública, distinção que lhe foi entregue em 5 de dezembro de 2017, em cerimónia presidida pelo Presidente Marcelo Rebelo de Sousa.
Em 2019, a Universidade Católica Portuguesa fundou a Cátedra Manuel Sérgio - Desporto, Ética e Transcendência, por iniciativa de José Tolentino de Mendonça, então vice-reitor da Universidade.

## Obras
- Entre o nevoeiro da serra (1963)
- Para uma nova dimensão do desporto  (1974)
- Para uma renovação do desporto nacional (1974)
- Desporto em Democracia  (1976)
- A prática e a educação física (1977)
- Homo Ludicus (1978)
- Heróis Olímpicos Do Nosso Tempo (1980)
- Filosofia das Actividades Corporais (1981)
- Ideário E Diário (1984)
- Para uma epistemologia da motricidade humana (1987)
- A Pergunta Filosófica e o Desporto (1991)
- Motricidade Humana – contribuições para um paradigma emergente (1994)
- Epistemologia da Motricidade Humana (1996)
- O Sentido e a Acção (1999)
- Um Corte Epistemológico: da educação física à motricidade humana (1999)
- Algumas Teses sobre o Desporto (1999)
- Da educação física à motricidade humana (2002)
- Alguns Olhares sobre o Corpo (2004)
- Para um novo paradigma do saber e… do ser (2005)
- Textos Insólitos (2008)
- Crítica da Razão Desportiva (2012)
- As Lições do Professor Manuel Sérgio (2013)
- O Futebol e Eu (2015)
- Futebol: ciência e consciência (2017)